# Tomakiwka
Tomakiwka (ukrainisch Томаківка; russisch Томаковка Tomakowka) ist eine Siedlung städtischen Typs im Süden der ukrainischen Oblast Dnipropetrowsk und war bis Juli 2020 das administratives Zentrum des gleichnamigen Rajons Tomakiwka.
Der Ort hat 7000 Einwohner (2015) und befindet sich 31 km westlich von Saporischschja und 73 km südlich des Oblastzentrums Dnipro.

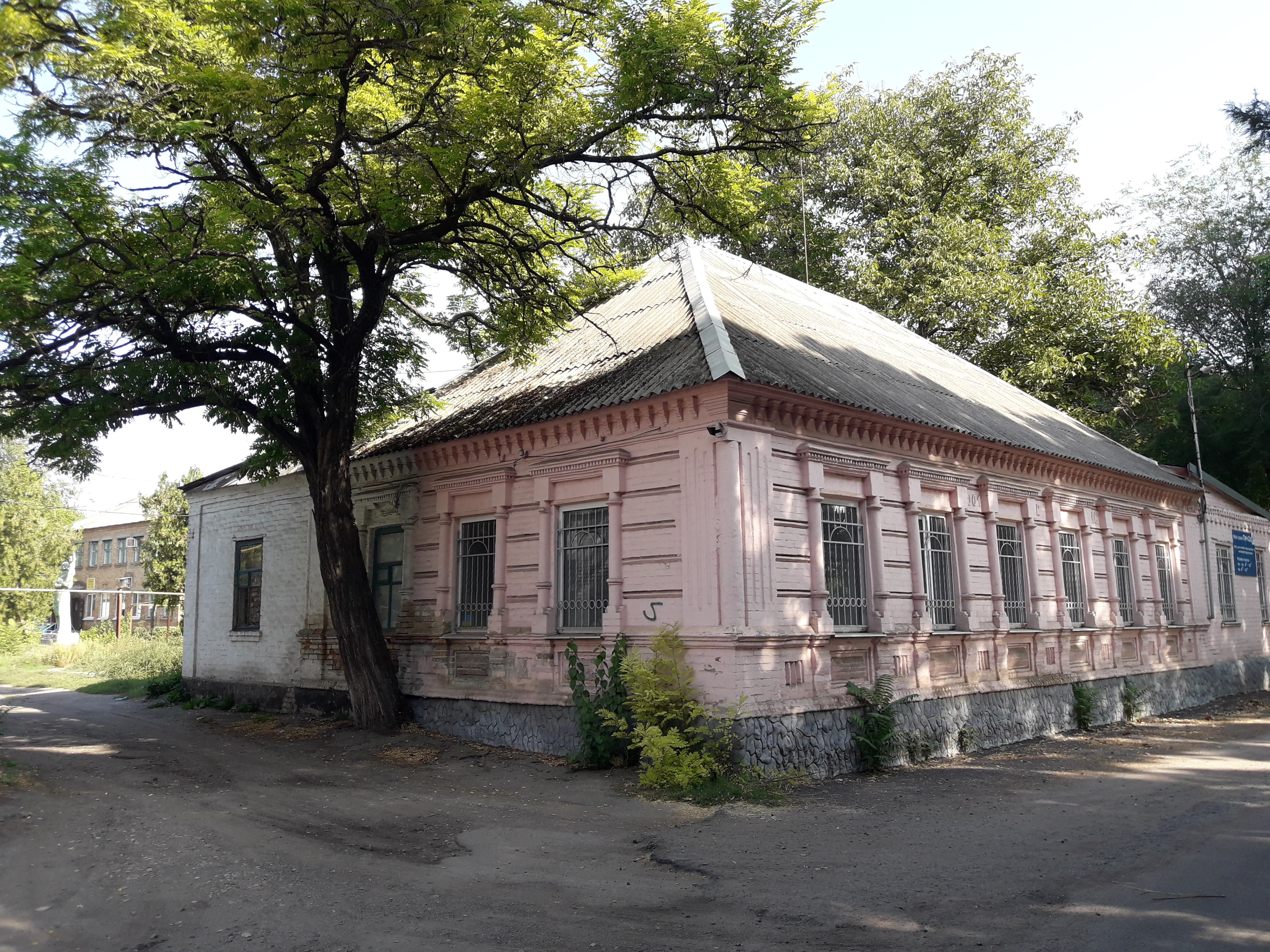
Häuser im Ort

Im Süden des Gemeindegebietes verläuft die nationale Fernstraße N 23

## Geschichte
Durch die Kosaken 1552 unter dem Namen „Uchod Tomakiwka“ gegründet war der Ort bis 1593 eine Sitsch der Saporoger Kosaken.
Im Jahre 1956 erhielt das Dorf den Status einer Siedlung städtischen Typs.

## Verwaltungsgliederung
Am 28. August 2016 wurde die Siedlung zum Zentrum der neugegründeten Siedlungsgemeinde Tomakiwka (Томаківська селищна громада/Tomakiwska selyschtschna hromada). Zu dieser zählten auch die 29 in der untenstehenden Tabelle aufgelisteten Dörfer, bis dahin bildete sie zusammen den Dörfern Katjoschtschyne, Oleksandriwka, Petriwka, Semeniwka und Serhijiwka die gleichnamige Siedlungsratsgemeinde Tomakiwka (Томаківська селищна рада/Tomakiwska selyschtschna rada) im Zentrum des Rajons Tomakiwka.
Am 12. Juni 2020 kamen noch die 5 Dörfer Krasnopil, Nowokrasnopil, Selenyj Haj, Tarassiwka und Wesselyj Jar zum Gemeindegebiet.
Am 17. Juli 2020 kam es im Zuge einer großen Rajonsreform zum Anschluss des Rajonsgebietes an den Rajon Nikopol.
Folgende Orte sind neben dem Hauptort Tomakiwka Teil der Gemeinde:
| Name                                        | Name                         | Name                                                           |
| ukrainisch transkribiert                    | ukrainisch                   | russisch                                                       |
| ------------------------------------------- | ---------------------------- | -------------------------------------------------------------- |
| Katjoschtschyne                             | Катьощине                    | Катещино (Kateschtschino)                                      |
| Krasnopil                                   | Краснопіль                   | Краснополь (Krasnopol)                                         |
| Krutenke (bis 2016 Kirowe)                  | Крутеньке (Кірове)           | Крутенькое (Krutenkoje)/Кирово (Kirowo)                        |
| Nowokrasnopil                               | Новокраснопіль               | Новокраснополь (Nowokrasnopol)                                 |
| Oleksandriwka                               | Олександрівка                | Александровка (Aleksandrowka)                                  |
| Petriwka                                    | Петрівка                     | Петровка (Petrowka)                                            |
| Selenyj Haj                                 | Зелений Гай                  | Зелёный Гай (Seljony Gai)                                      |
| Semeniwka                                   | Семенівка                    | Семёновка (Semjonowka)                                         |
| Serhijiwka                                  | Сергіївка                    | Сергеевка (Sergejewka)                                         |
| Tarassiwka                                  | Тарасівка                    | Тарасовка (Tarassowka)                                         |
| Nowokrasnopil                               | Червоний Яр                  | Червоный Яр (Tscherwony Jar)                                   |
| Tschumaky                                   | Чумаки                       | Чумаки (Tschumaki)                                             |
| Wesselyj Jar (bis 2016 Tscherwonoukrajinka) | Веселий Яр (Червоноукраїнка) | Весёлый Яр (Wessjoly Jar)/Червоноукраинка (Tscherwonoukrainka) |

## Bevölkerung
| 1959 | 1970 | 1979 | 1989 | 2001 | 2015 |
| ---- | ---- | ---- | ---- | ---- | ---- |
| 6538 | 5759 | 6796 | 7697 | 8315 | 7073 |

Quelle: